# Ceratobaeus ater
Ceratobaeus ater är en stekelart som först beskrevs av Hickman 1967.  Ceratobaeus ater ingår i släktet Ceratobaeus och familjen Scelionidae. Inga underarter finns listade i Catalogue of Life.